# Hitomi Nakamichi
Hitomi Nakamichi (jap. 中道 瞳, Nakamichi Hitomi; * 18. September 1985 in Jōyō) ist eine japanische Volleyballspielerin. Sie gewann bei den Olympischen Spielen 2012 die Bronzemedaille.

## Karriere
Nakamichi begann ihre Karriere an der Kyoto Tachibana High School. 2004 kam sie zu Toray Arrows. Vier Jahre später gewann sie mit dem Verein das nationale Double aus Pokalsieg und Meisterschaft. 2009 und 2010 folgten zwei weitere Meistertitel. Mit der japanischen Nationalmannschaft wurde die Zuspielerin Dritte bei der Weltmeisterschaft 2010. Bei der Asienmeisterschaft 2011 erreichte Japan den zweiten Platz. 2012 nahm Nakamichi an den Olympischen Spielen in London teil und gewann die Bronzemedaille.